# Východná (stacja kolejowa)
Východná – stacja kolejowa znajdująca się we wsi Východná w kraju żylińskim na linii kolejowej nr 180 na Słowacji.